# Копривница (Зајечар)
Копривница је насељено место града Зајечара у Зајечарском округу. Према попису из 2022. било је 245 становника (према попису из 1991. било је 676 становника).
Смештено је 19 km североисточно од града Зајечара.
Село се налази на месту са значајним траговима римске насељености. Данашње насеље је основано крајем 14. века. Становништво је српско староседелачко, досељено у време настанка села из Старе Србије и са Косова.
У селу је рођен народни трибун Адам Богосављевић.

## Демографија
У насељу Копривница живи 452 пунолетна становника, а просечна старост становништва износи 48,6 година (45,6 код мушкараца и 51,3 код жена). У насељу има 181 домаћинство, а просечан број чланова по домаћинству је 2,94.
Ово насеље је великим делом насељено Србима (према попису из 2002. године), а у последња три пописа, примећен је пад у броју становника.
|  |

| Демографија | Демографија | Демографија |
| Година      | Становника  | Становника  |
| ----------- | ----------- | ----------- |
| 1948.       | 1.133       |             |
| 1953.       | 1.103       |             |
| 1961.       | 1.105       |             |
| 1971.       | 966         |             |
| 1981.       | 825         |             |
| 1991.       | 676         | 650         |
| 2002.       | 532         | 585         |

| Етнички састав према попису из 2002.‍ | Етнички састав према попису из 2002.‍ | Етнички састав према попису из 2002.‍ | Етнички састав према попису из 2002.‍ | Етнички састав према попису из 2002.‍ |
| ------------------------------------ | ------------------------------------ | ------------------------------------ | ------------------------------------ | ------------------------------------ |
|                                      |                                      |                                      |                                      |                                      |
| Срби                                 | Срби                                 |                                      | 509                                  | 95,67%                               |
| Роми                                 | Роми                                 |                                      | 14                                   | 2,63%                                |
| Румуни                               | Румуни                               |                                      | 3                                    | 0,56%                                |
| Власи                                | Власи                                |                                      | 3                                    | 0,56%                                |
| Црногорци                            | Црногорци                            |                                      | 1                                    | 0,18%                                |
| Хрвати                               | Хрвати                               |                                      | 1                                    | 0,18%                                |
| непознато                            | непознато                            |                                      | 1                                    | 0,18%                                |

| Година пописа     | 1948. | 1953. | 1961. | 1971. | 1981. | 1991. | 2002. |
| ----------------- | ----- | ----- | ----- | ----- | ----- | ----- | ----- |
| Број домаћинстава | 270   | 262   | 273   | 272   | 252   | 236   | 181   |

| Број чланова      | 1  | 2  | 3  | 4  | 5  | 6  | 7 | 8 | 9 | 10 и више | Просек |
| ----------------- | -- | -- | -- | -- | -- | -- | - | - | - | --------- | ------ |
| Број домаћинстава | 46 | 52 | 23 | 24 | 17 | 10 | 7 | 0 | 1 | 1         | 2,94   |

| Пол    | Укупно | Неожењен/Неудата | Ожењен/Удата | Удовац/Удовица | Разведен/Разведена | Непознато |
| ------ | ------ | ---------------- | ------------ | -------------- | ------------------ | --------- |
| Мушки  | 216    | 45               | 149          | 14             | 8                  | 0         |
| Женски | 251    | 24               | 154          | 56             | 17                 | 0         |
| УКУПНО | 467    | 69               | 303          | 70             | 25                 | 0         |

| Пол    | Укупно                    | Пољопривреда, лов и шумарство | Рибарство                            | Вађење руде и камена | Прерађивачка индустрија       |
| ------ | ------------------------- | ----------------------------- | ------------------------------------ | -------------------- | ----------------------------- |
| Мушки  | 87                        | 31                            | 0                                    | 6                    | 13                            |
| Женски | 65                        | 51                            | 0                                    | 0                    | 5                             |
| УКУПНО | 152                       | 82                            | 0                                    | 6                    | 18                            |
| Пол    | Производња и снабдевање   | Грађевинарство                | Трговина                             | Хотели и ресторани   | Саобраћај, складиштење и везе |
| Мушки  | 0                         | 8                             | 4                                    | 0                    | 11                            |
| Женски | 0                         | 0                             | 1                                    | 3                    | 0                             |
| УКУПНО | 0                         | 8                             | 5                                    | 3                    | 11                            |
| Пол    | Финансијско посредовање   | Некретнине                    | Државна управа и одбрана             | Образовање           | Здравствени и социјални рад   |
| Мушки  | 0                         | 0                             | 2                                    | 2                    | 3                             |
| Женски | 0                         | 1                             | 0                                    | 0                    | 2                             |
| УКУПНО | 0                         | 1                             | 2                                    | 2                    | 5                             |
| Пол    | Остале услужне активности | Приватна домаћинства          | Екстериторијалне организације и тела | Непознато            | Непознато                     |
| Мушки  | 1                         | 0                             | 0                                    | 6                    | 6                             |
| Женски | 0                         | 0                             | 0                                    | 2                    | 2                             |
| УКУПНО | 1                         | 0                             | 0                                    | 8                    | 8                             |